# یواس‌اس سی-۳ (اس‌اس-۱۴)
یواس‌اس سی-۳ (اس‌اس-۱۴) (به انگلیسی: USS C-3 (SS-14)) یک زیردریایی بود که طول آن ۱۰۵ فوت ۴ اینچ (۳۲٫۱۱ متر) بود. این زیردریایی در سال ۱۹۰۹ ساخته شد.